# Stephen Alexander Holgate Batten
Stephen Alexander Holgate Batten, britanski general, * 1898, † 1957.